# 林顒
林顒，福建漳浦县旧镇大油甘人，清朝政治人物。
順治十五年（1658年）戊戌科進士，授德化縣知縣。